# Camptoloma pallida
Camptoloma pallida là một loài bướm đêm thuộc phân họ Arctiinae, họ Erebidae.